# O’Brien (Schiff, 1977)
Die USS O'Brien (DD-975) war ein Zerstörer der Spruance-Klasse. Das Schiff wurde nach Kapitän Jeremiah O’Brien und seinen fünf Brüdern Gideon, John, William, Dennis and Joseph, Helden im Amerikanischen Unabhängigkeitskrieg, benannt.

## Geschichte
Die Kiellegung des nach Captain Jeremiah O’Brien benannten Schiffes fand am 9. Mai 1975 bei Ingalls Shipbuilding statt. Die O'Brien wurde 1977 in Dienst gestellt.
Der dritte Einsatz der O'Brien führte das Schiff in den westlichen Pazifik und den Indischen Ozean, wo sie vietnamesische Flüchtlinge aus Seenot rettete, wofür sie die Humanitarian Service Medal erhielt. Die Rettungen fanden am 29. April 1984 im Golf von Thailand sowie, am 23. Mai, in der südchinesischen See statt. 1986 fuhr die O'Brien in den Pazifik, um Übungen gemeinsam mit der koreanischen Marine durchzuführen.
Da das Schiff 1987 mit einem fortgeschrittenen Schleppsonar ausgerüstet wurde, diente sie in diesem Jahr im Nordpazifik und der Beringsee als Testplattform.
Die fünfte Einsatzfahrt führte die O'Brien in den persischen Golf, wo sie im Zuge der Operation Earnest Will Tanker während des Iran-Irak-Krieges beschützte und am 18. April 1988 während der Kampfoperation Praying Mantis an der Versenkung der iranischen Fregatte Sahand teilnahm.
Nach dieser Fahrt wurde die O'Brien einer Überholung unterzogen, während der sie unter anderem mit einem Vertical Launching System ausgerüstet wurde. Danach beteiligte sich der Zerstörer während der Operation Desert Shield an der Durchsetzung des Embargos gegen den Irak durch Kontrolle von über vierhundert Frachtschiffen.
Ab Dezember 1991 fuhr die O'Brien vor der Küste Süd- und Mittelamerikas, um den Drogenschmuggel zu unterbinden.
Ab Juni 1993 fuhr die O'Brien wiederum in der Golfregion, unter anderem nahm sie an der Operation Southern Watch teil. 1996 folgten weitere Operationen im Golf sowie in der Formosastraße.
2000 wurde die O'Brien mit koreanischen Einheiten eingesetzt, außerdem fuhr sie vor Osttimor. 2001 operierte das Schiff im persischen Golf und nahm an den Tomahawk-Abschüssen auf Afghanistan während Operation Enduring Freedom teil.
Am 24. September 2004 wurde die O'Brien außer Dienst gestellt und Anfang 2006 durch die kanadische HMCS Vancouver und zwei Lockheed P-3C Orion im Lenkwaffentestgebiet Pacific Missile Range Facility bei Kauai, Hawaii, versenkt.